# Andrena melba
Andrena melba är en biart som beskrevs av Warncke 1966. Andrena melba ingår i släktet sandbin, och familjen grävbin. Inga underarter finns listade i Catalogue of Life.